# نهر جوفي

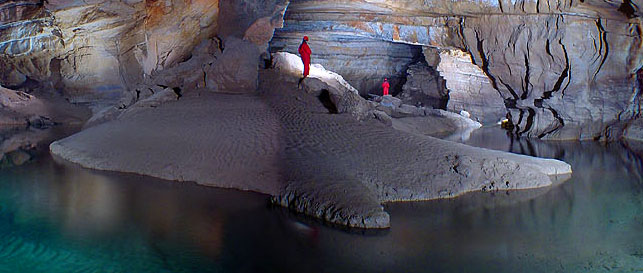
نهر تحت أرضي في سلوفانيا

النهر تحت أرضي أو الانهار الجوفية هو نهر يجري كليا أو جزئيا تحت سطح الأرض وهو ليس نهر قعره على سطح الأرض (لا تعتبر الأنهار الموجودة في الأخاديد أنهار تحت أرضية ) أيضا لا يجب الخلط بين الأنهار تحت الأرضية و طبقات المياه الجوفية والتي تجري في الغالب كالأنهار و لكن توجد في طبقة نفاذة من الصخور أو مواد أخرى غير موحدة القوام.
يمكن أن تكون الأنهار تحت أرضية طبيعية بالكامل حيث تجري داخل الكهوف و في ظاهرة كارست يمكن أن تختفي الأنهار التحت أرضية في بالوعات حيث تستمر بالجري تحت الأرض حيث تظهر في بعض الحالات فوق الأرض خلال ساعات النهار. يمكن لبعض أنواع الأسماك و الكائنات المتأقلمة على العيش في المناطق المظلمة العيش في الأنهار و البحيرات التحت أرضية.
يمكن أن تنتج الأنهار الأرضية من التغطية المتعمدة للأنهار السطحية أو التحويل المتعمد للمرور من خلال البرابخ المائية و هي الحالة التي يعيش حدوثها في المناطق المدنية.